# Списък с логически грешки
Логическа грешка (още логическа заблуда, „софизъм“ или „логическа уловка“), в логиката и реториката е грешка в разсъждението, която води до неправилно аргументиране, а от там – до погрешно схващане или предположение. Логическите грешки често звучат риторично убедително, защото разчитат на емоционалните импулси в слушателя или опонента (напр. позоваване на чувства), или на евристиките, създадени от социалните взаимоотношения между хората (напр. аргумент към авторитета).

## Списък с логически грешки
| Логическа грешка                                 | Латински израз              | Същност |
| ------------------------------------------------ | --------------------------- | --- |
| Атака на личността                               | Ad hominem                  | Ad hominem аргумент е всеки, който се опитва да контрира нечии твърдения като атакува човека, вместо да адресира самия аргумент. Трябва да се отбележи, че личните забележки по същество не представляват логическа заблуда. Заблуда е, когато с характеристики на личността се оправдава истинността на някой аргумент. Например „Х е глупак“ не е заблуда, но „Х не е прав, защото е глупак“ е заблуда. Терминът „плюене в кладенеца“ също се отнася за форма на ad hominem заблуда. Това е опит да се дискредитира аргумента на опонента като се предположи, че последния притежава отвратителна черта, или че се числи към вярванията на хора които са погрешни или непопулярни. Често срещана форма на това дори си има собствено име: reductio ad Hitlerum. Това е плюене в кладенеца като се прокарва аналогия между позицията на другия човек и тази на Хитлер или нацистите. |
| Аргумент от незнание                             | Argumentum ad ignorantiam   | поддържа се, че една пропозиция е истина (или лъжа), само заради това, че не е доказано обратното. За да може да се направи позитивно едно специфично твърдение, обаче, трябва да бъдат предоставени положителни доказателства за него. Липсата на друго обяснение означава единствено, че не знаем – не означава че можем да си изобретим обяснение. |
| Позоваване на авторитет                          | Argumentum ad verecundiam   | основната структура на аргумента на авторитета е следната: Професор X вярва A, X има авторитет, следователно A е истина. Често този аргумент се вменява и с подчертаване на годините опит, научната степен и наградите на човека, правещ твърдението. Понякога обратното се използва, като се казва че някой не притежава авторитет, научна степен или опит, следователно неговите твърдения са неверни. Има много подтипове на аргумента на авторитета. Често срещан пример е аргументът ad populi – твърдението трябва да е истина защото е популярно, в общи линии приемайки авторитета на масите. Друг пример е аргумента от древността – твърдението трябва да е истина, защото съществува от много дълго време. |
| Позоваване на последствия                        | Argumentum ad consequentiam | аргумент, в който предпоставката се представя за вярна или невярна въз основа на това дали последствията от нея са желани или нежелани. |
| Позоваване на бройката                           | Argumentum ad populum       | твърдението се смята за вярно, защото се поддържа от много хора или от висококвалифицирания елит на обществото. |
| Грешна генерализация                             |                             | аргумент, в който размерът на извадката е твърде малък, за да може да се прави извод. |
| Бране на череши                                  |                             | посочват се единични случаи и данни, които подкрепят дадена позиция, като се пропускат значително количество случаи и данни, които противоречат на позицията. |
| Аргумент на личната недоверчивост                |                             | твърдение, което, поради това, че някой лично намира предпоставката за малко вероятна или за невероятна, то по неговата логика тази предпоставка не може да бъде вярна. Или обратно – че предпочитаната, но недоказана предпоставка е вярната. Не мога да обясня или да разбера това, значи то не може да бъде истина. |
| Post hoc ergo propter hoc                        | Post hoc ergo propter hoc   | при тази заблуда се приема причинно-следствена връзка на две променливи, само защото едната предшества другата. X се случи преди Y; следователно X причини Y. |
| Cum hoc ergo propter hoc                         | Cum hoc ergo propter hoc    | ако между две променливи съществува корелация, то задължително е налице причинно-следствена връзка между тях. |
| Паралелни следствия на една причина              |                             | две събития се разглеждат като причина и следствие, а в действителност са две следствия на някаква друга причина. |
| Грешна посока                                    |                             | аргументът се базира на обърната причинно-следствена връзка. Твърди се, че следствието причинява причината. |
| Погрешен континуум                               |                             | идеята, че понеже няма ясна разграничаваща линия между две екстремности, разликата между двете екстремности е нереална или безсмислена, например: има неясна линия между култове и религия, следователно те са едно и също. |
| Фалшива дилема                                   |                             | ограничаване на набор от възможности до само две. Тази заблуда също може да се използва, за да се опрости континуум от вариация до само две черно/бели възможности. |
| Непоследователност                               |                             | прилагането на критерии или правила към едно убеждение, твърдение, аргумент или позиция, но не и към други. Например, някои казват, че имаме нужда от по-силен контрол върху предписването на лекарства за да подсигурим тяхната безопасност и ефективност, но в същото време спорят че медицинските билки трябва да бъдат продавани без контрол. |
| Non-Sequitur                                     | Non-Sequitur                | на латински означава „не следва“. Това се отнася за аргумент, в който заключението не следва от предпоставките. С други думи, поставянето на несъществуваща логическа връзка. |
| Reductio ad absurdum                             | Reductio ad absurdum        | този аргумент следва формата, че ако предпоставките са приети за истина, аргументът трябва да води до абсурдно заключение (и следователно една от предпоставките трябва да е погрешна). С това често се злоупотребява, като се „разтягат локуми“ по такъв начин, че аргументът насила да се доведе до абсурдно заключение. |
| Хлъзгав наклон                                   |                             | твърдение, че предложено, сравнително малко, първо действие неизбежно ще доведе до верига от свързани събития, водещи до значително и отрицателно събитие и следователно не трябва да се допуска. |
| Ad-hoc разсъждаване                              |                             | това представлява своеволното вкарване на нови елементи в аргумента с целта да се нагласи така, че да изглежда валиден. Понякога тази заблуда се извисява до нелепи екстремности, като повече и повече ад хок елементи се добавят, за да се обяснят грешките или логическите абсурди в дадено твърдение или система от убеждения. |
| Чучело                                           |                             | споренето срещу позиция, която е предварително създадена, за да бъде лесна за оборване, вместо споренето срещу позицията, която всъщност се държи от опонентите. |
| Тавтология                                       |                             | тавтологията е аргумент който включва кръгов размисъл, което означава че заключението на аргумента е собствената му предпоставка. Структурата на тези аргументи е A=B, следователно A=B, въпреки че предпоставката и заключението могат да бъдат формулирани различно, така че на пръв поглед да не е очевидно за какво става дума. |
| Вдигане на летвата                               |                             | метод за отричане като своеволно се мести критерият за „доказателство“ на определено твърдение. Представените доказателства се отхвърлят като се изискват други, или друг тип, доказателства. |
| Tu quoque                                        | Tu quoque                   | това е опит да се оправдае погрешно действие, защото някой друг също го прави. |
| Просене на въпроса                               |                             | тази заблуда се случва, при съставянето на аргумент, в който се приемат предпоставки, за които не се знае дали са вярни. |
| Подвеждащ въпрос                                 |                             | две иначе несвързани твърдения се обединяват и третират като едно. Очаква те да бъдат приети или отхвърлени, като в действителност едното е приемливо, а другото – не. |
| Двусмислица в термина                            |                             | използване на една и съща дума с две различни значения в дадено твърдение (едното значение не е на място). |
| Композиционна заблуда                            |                             | предубеждението, че когато нещо е вярно за една съставна част, то трябва да е вярно за обекта, в който участва. |
| Заблуда от наследяване                           |                             | предубеждението, че когато нещо е вярно за един обект, то трябва да е вярно за всичките му съставни части. |
| Следствието потвърждава предпоставката           |                             | твърди се, че предпоставката е вярна поради истинността на следствието. Ако A (е вярно), то B (е вярно). B (е вярно), следователно (и) А (е вярно). |
| Отрицанието на предпоставката отрича следствието |                             | твърди се, че следствието е невярно поради невярността на предпоставката. Ако A (е вярно) то B (е вярно). A Не е вярно, следователно (и) B не е вярно. |
| Аргумент към традицията                          | Argumentum ad antiquitatem  | твърди се, че нещо е вярно или правилно, само защото е традиционно. Фактът, че една практика или вярване съществува отдавна, не е достатъчно основание за неговата истинност или валидност. Трябва да бъдат представени рационални доказателства в подкрепа на твърдението. |
| Аргумент към силата                              | Argumentum ad baculum       | апел към сила или заплаха за доказване на теза. Използването на страх или принуда не гарантира, че дадено твърдение е вярно. |
| Аргумент към кесията                             | Argumentum ad crumenam      | твърдението, че богатството или материалното състояние е признак за правота или истинност на аргумент. |
| Аргумент към бедността                           | Argumentum ad lazarum       | предположението, че бедността е знак за правота или че богатите са непременно грешни. |
| Аргумент към логиката                            | Argumentum ad logicam       | твърдението, че грешка в аргументацията на противника прави неговата теза автоматично невярна. |
| Аргумент към страха                              | Argumentum ad metum         | използването на страх или заплахи за убеждаване в правотата на дадена теза. |
| Аргумент към милосърдието                        | Argumentum ad misericordiam | апел към състрадание или емоции с цел да се наложи твърдение, вместо да се представят логични доказателства. |
| Аргумент към досадата                            | Argumentum ad nauseam       | повторение на едно и също твърдение толкова много пъти, че то да бъде прието като истина. |
| Аргумент към новото                              | Argumentum ad novitatem     | твърдението, че нещо е вярно или по-добро, само защото е ново или модерно. |
| Аргумент към числата                             | Argumentum ad numerum       | апел към броя на хората, които вярват в дадено твърдение, като доказателство за неговата истинност. |
| Аргумент към омразата                            | Argumentum ad odium         | използването на омраза или предразсъдъци, за да се подкрепи теза, без рационални доказателства. |
| Аргумент към страстите                           | Argumentum ad passiones     | използването на силни емоции или страсти, за да се убеди аудиторията в правотата на дадена теза. |
| Аргумент към умереността                         | Argumentum ad temperantiam  | твърдението, че истината се намира по средата между две противоположни гледни точки, независимо от фактите. |
| Аргумент от мълчание                             | Argumentum ex silentio      | твърдението, че липсата на доказателства за дадено твърдение е доказателство за неговата истина или лъжа. |
| Приемане на общо твърдение                       | Dicto simpliciter           | прилагане на обобщение към специфичен случай, при който то може да не е приложимо. |
| Игнориране на контрааргумента                    | Ignoratio elenchi           | представяне на аргумент, който няма отношение към обсъжданата тема или проблем. |
| Неправилен по-голям термин                       | Illicit major               | логическа грешка, която възниква, когато по-големият термин в силогизма не е коректно разпределен. |
| Неправилен по-малък термин                       | Illicit minor               | логическа грешка, която възниква, когато по-малкият термин в силогизма не е коректно разпределен. |
| Кръгова аргументация                             | Petitio principii           | кръгов аргумент, в който заключението е заложено в предпоставките. |
| Натоварен въпрос                                 | Plurium interrogationum     | въпрос, който съдържа предположение, което не е доказано или прието за вярно. |
| Четворен термин                                  | Quaternio terminorum        | логическа грешка, възникваща при използване на четири различни термина в силогизъм. |
| Относително обобщение                            | Secundum quid               | логическа грешка, при която се пренебрегват условия или изключения, релевантни за дадено твърдение. |

## Прочетете още
- Логическа грешка
- Когнитивна склонност
- Софизъм
- Евристика
- Реторика

## Допълнителна информация
- DiCarlo, Christopher. How to Become a Really Good Pain in the Ass: A Critical Thinker's Guide to Asking the Right Questions.   Prometheus Books, 2011. ISBN 978-1-61614-397-8.
- Engel, S. Morris. Fallacies and Pitfalls of Language: The Language Trap.   Dover Publications, 1994. ISBN 0-486-28274-0. Посетен на 30 November 2010.
- Hamblin, C. L. Fallacies.   Methuen & Co., 2004. ISBN 0-416-14570-1.
- Hughes, William. Critical Thinking: An Introduction to the Basic Skills. 4th.   Broadview Press, 2004. ISBN 1-55111-573-5. Посетен на 30 November 2010.
- Paul, Richard. Thinker's Guide to Fallacies: The Art of Mental Trickery.   Foundation for Critical Thinking, 2006. ISBN 978-0-944583-27-2.  Архивиран от оригинала. Посетен на 30 November 2010.
- Understanding Arguments: An Introduction to Informal Logic. 8th.   Wadsworth Cengage Learning, 2010. ISBN 978-0-495-60395-5. Посетен на 30 November 2010.
- Thouless, Robert H. Straight and Crooked Thinking.   Pan Books, 1953. Посетен на 30 November 2010.
- Tindale, Christopher W. Fallacies and Argument Appraisal.   Cambridge University Press, 2007. ISBN 978-0-521-84208-2. Посетен на 30 November 2010.
- David Carl Wilson (2020) A Guide to Good Reasoning: Cultivating Intellectual Virtues (2nd edition) University of Minnesota Libraries Ebook ISBN 978-1-946135-66-7 Creative Commons Attribution-Non-Commercial 4.0 International License.

## Външни връзки
- Logical Fallacies, Literacy Education Online
- Informal Fallacies, Texas State University page on informal fallacies.
- Stephen's Guide to the Logical Fallacies (mirror)
- Visualization: Rhetological Fallacies, Information is Beautiful
- Master List of Logical Fallacies University of Texas at El Paso
- An Informal Fallacy Primer
- Популярни логически заблуди